# Китайско национално космическо управление
Китайско национално космическо управление (международно означение CNSA, от английски: China National Space Administration, на традиционен китайски: 國家航天局, на опростен китайски: 国家航天局, на пинин: Guó Jiā Háng Tiān Jú, буквално национална аерокосмическа администрация) е националната космическа агенция на Китай, която отговаря за космическата програма на страната.
Първият китайски сателит е изстрелян през 1970 г. и неговото име е Донг Фанг Хонг I.
Агенцията е основана през 1993, когато Министерството на въздухоплавателната индустрия се разделя на две части – на CNSA и на Китайска въздухоплавателна корпорация (CASC).
Десет години по-късно Китай изпраща в космоса първия свой космонавт – Ян Лиуей.